# 제너럴 프롤로그
제너럴 프롤로그 ( 영어: General Prologue )는 캔터베리 이야기의 첫 부분에 해당하며 이야기 전체의 구조를 설명하는 부분이다.  30명의 순례가들이 캔터베리에 있는 토머스 베켓 기념관을 여행하는 중 스토리텔링 경기대회를 여는 것으로 설명한다.

## 개요
제너럴 프롤로그는 중세 영어로 쓰여 졌으며 858개의 줄로 종교적 순례여행에 대한 것이다. 

### 순례자 명단
순례자는 다음과 같다.
- 기사 한명
- 기사의 아들
- 향사(대지주)
- 기사의 자영농
- 선장
- 수녀
- 수녀의 신부
- 사제
- 탁발 수도사
- 상인
- 비서
- 법무관
- 지주
- 잡화 상인
- 목수
- 직공
- 염색공
- 직물공
- 요리사
- 선원
- 물리학 박사
- 바스 부인
- 교구 목사
- 교구 목사의 형제
- 경작인
- 방앗간주인
- 조달인
- 원님
- 소환사
- 주인 (해리 베일리)
- 초서